# Cmentarz wojenny nr 171 – Łowczówek
Cmentarz wojenny nr 171 – Łowczówek (zwany także Cmentarzem legionistów polskich) – zabytkowy cmentarz z I wojny światowej znajdujący się w Łowczówku w powiecie tarnowskim, w gminie Pleśna. Jeden z ponad 400 zachodniogalicyjskich cmentarzy wojennych zbudowanych przez Oddział Grobów Wojennych C. i K. Komendantury Wojskowej w Krakowie. W VI okręgu tarnowskim cmentarzy tych jest 63.

## Położenie
Cmentarz znajduje się na wzgórzu Kopaliny (394 m), nieco na północny wschód od jego szczytu i dochodzi do niego dobra droga szutrowa. Prowadzą przez niego 2 szlaki turystyczne:
 Pleśna – Kopaliny – Meszna Opacka – cmentarz wojenny nr 158 – cmentarz wojenny nr 160 – Tuchów
 Wał Rychwałdzki – Kopaliny – Łowczówek – Łowczów – Piotrkowice

## Opis cmentarza
Cmentarz ma kształt prostokąta o rozmiarach 60 × 40 m. Ogrodzony jest kamiennym murem nakrytym gontowym daszkiem. Wejście przez dwuskrzydłową bramkę wykonaną z metalowych płaskowników. Element centralny stanowi murowana kaplica z dwoma kolumnam i ołtarzem w środku. Od bramki prowadzi do niej szeroka alejka. W kaplicy znajduje się umieszczona na antepedium płaskorzeźba przedstawiająca orła białego oraz obraz Matki Boskiej Częstochowskiej. Po obu stronach alejki ułożone są w rzędach groby. Również za kaplicą znajdują się groby, ale ułożone w półkolistych rzędach, o kształcie takim, jak absyda z tyłu kaplicy.
Na grobach typowe dla austriackich cmentarzy krzyże żeliwne z tabliczkami na skrzyżowaniu ramion. Zaprojektował je Jan Szczepkowski. Krzyże na nagrobkach legionistów pomalowane są srebrną farbą. Na cmentarzu znajdują się zaprojektowane przez Gustava Ludwiga duże krzyże ażurowe dwóch rodzajów: jednoramienne krzyże łacińskie i dwuramienne krzyże lotaryńskie. Są także tych samych dwóch rodzajów małe krzyże, również zaprojektowane przez Gustava Ludwiga.
Na cmentarzu znajduje się jeszcze kilka innych elementów dobudowanych później. Przy murze z prawej strony kaplicy jest grób, w którym złożono przywiezione tu w 1984 r., z Anglii prochy gen. Gustawa Łowczowskiego herbu Gryf. Walczył on w bitwie pod Łowczówkiem w 2. batalionie 5 pułku Legionów Polskich. W pobliżu kaplicy, po jej lewej stronie, znajduje się pamiątkowy kamień, na którym w 50. rocznicę bitwy pod Łowczówkiem umieszczono tablicą pamiątkową. Ufundowali ją koledzy pochowanych tutaj legionistów. Na słupie wejściowym bramki zamontowano brązową tablicę informacyjną. Również przed wejściem na cmentarz znajdują się na słupach tablice informacyjne.

## Polegli
W 20 grobach zbiorowych i 275 pojedynczych pochowano 483 żołnierzy poległych głównie w grudniu 1914 w bitwie pod Łowczówkiem oraz w pierwszych dniach maja 1915 r. Wśród nich jest 80 Polaków z 1 Pułk Piechoty i 5 Pułk Piechoty pułków piechoty Legionów oraz 162 żołnierzy armii austro-węgierskiej, którzy służyli w następujących formacjach: 21 LIR, 32 LIR, 15 IR, 30 IR. Pochowano tutaj także 241 żołnierzy armii rosyjskiej, którzy walczyli głównie w 132, 178, 286 i 130 pułkach piechoty.
Po oględzinach terenu komisarz Tuchowa oraz działaczki Ligi Kobiet uznali, że istnieje potrzeba zebrania poległych spoczywających dotychczas w pojedynczych mogiłach i urządzenia wspólnego cmentarza. Wybrano lokalizację. Grunt o powierzchni 2221 m² ofiarował właściciel (Żyd Weksler). Projekt cmentarza wykonali Siegfried Heller i Heinrich Scholz. Budowę powierzono specjalnemu oddziałowi armii austro-węgierskiej (Oddział Grobów Wojennych). Dowództwo austriackie dzieliło tereny, na których toczyły się walki, na okręgi cmentarne. Tarnów i okolice to VI okręg. Znajdują się w tym okręgu 62 cmentarze.
Cmentarz został poświęcony 7 listopada 1917 roku.

## Bibliografia

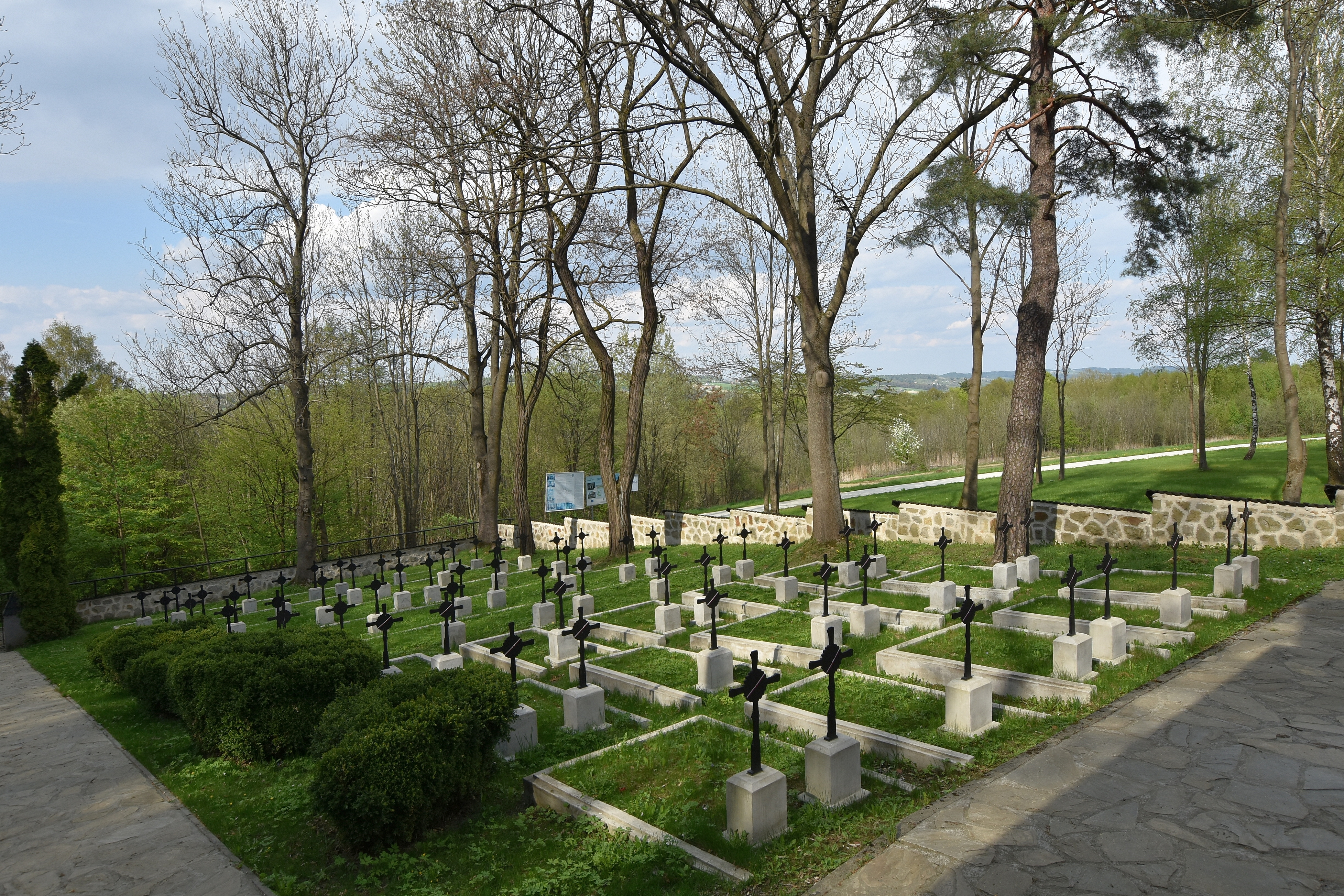
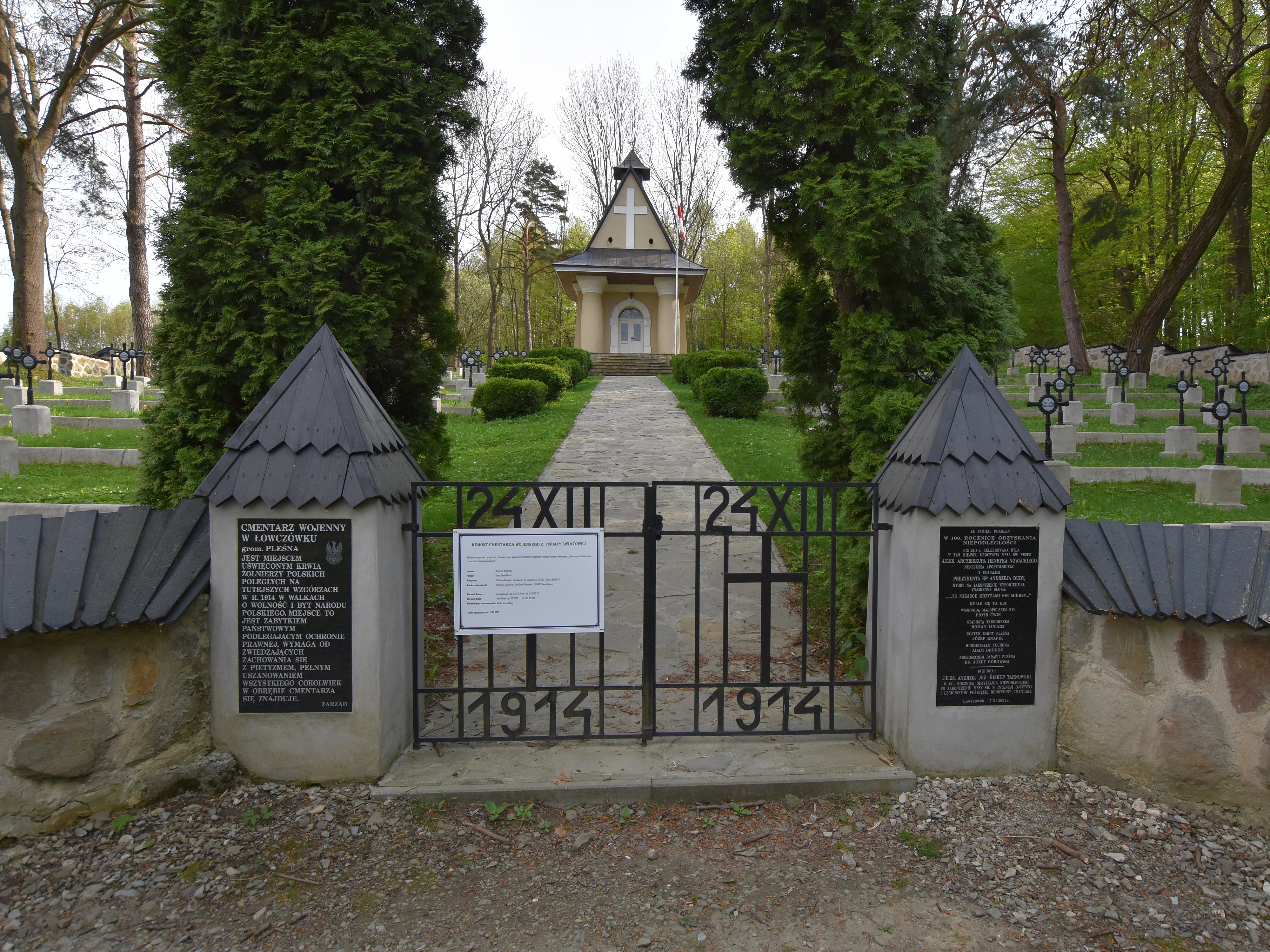
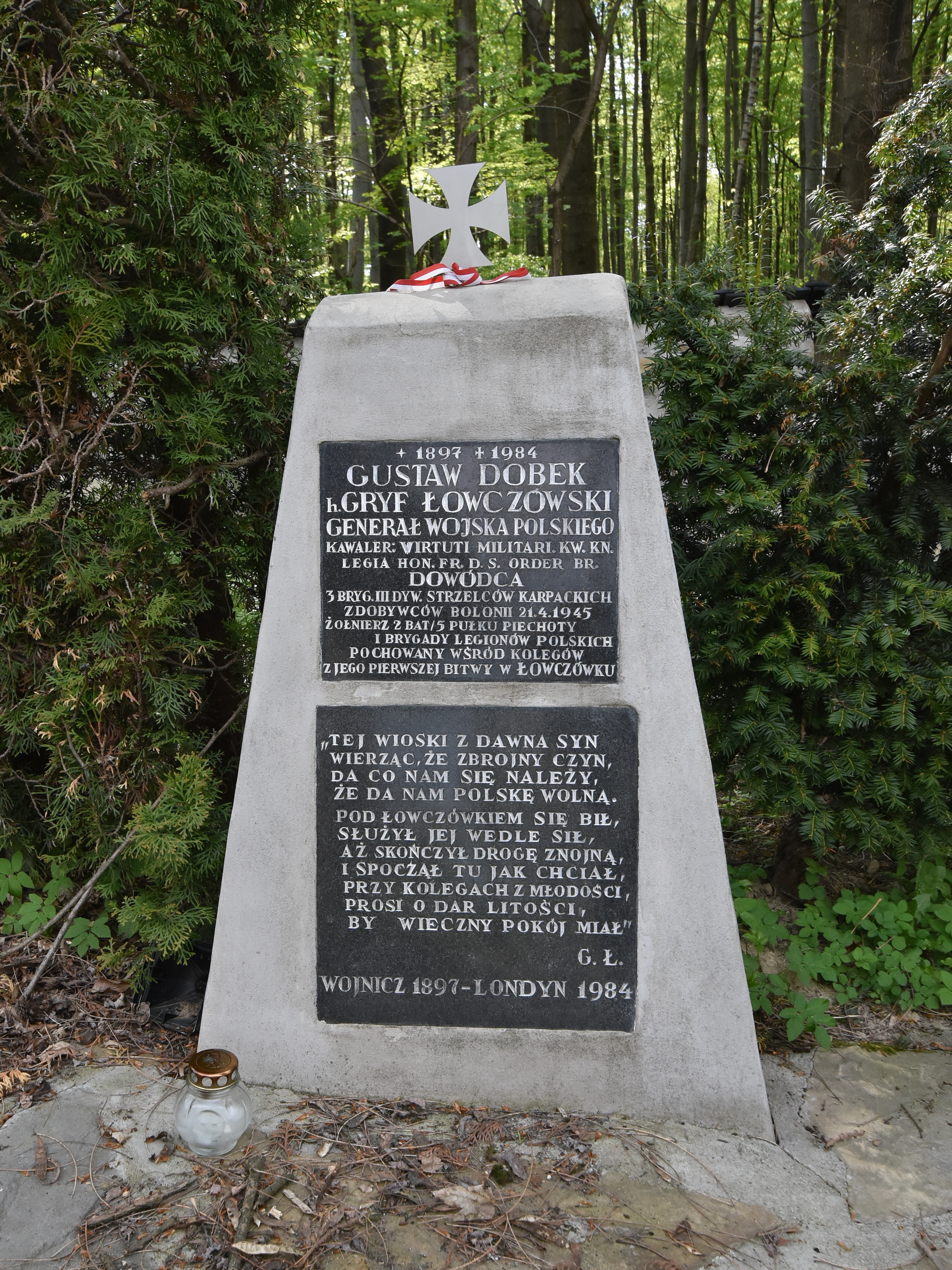
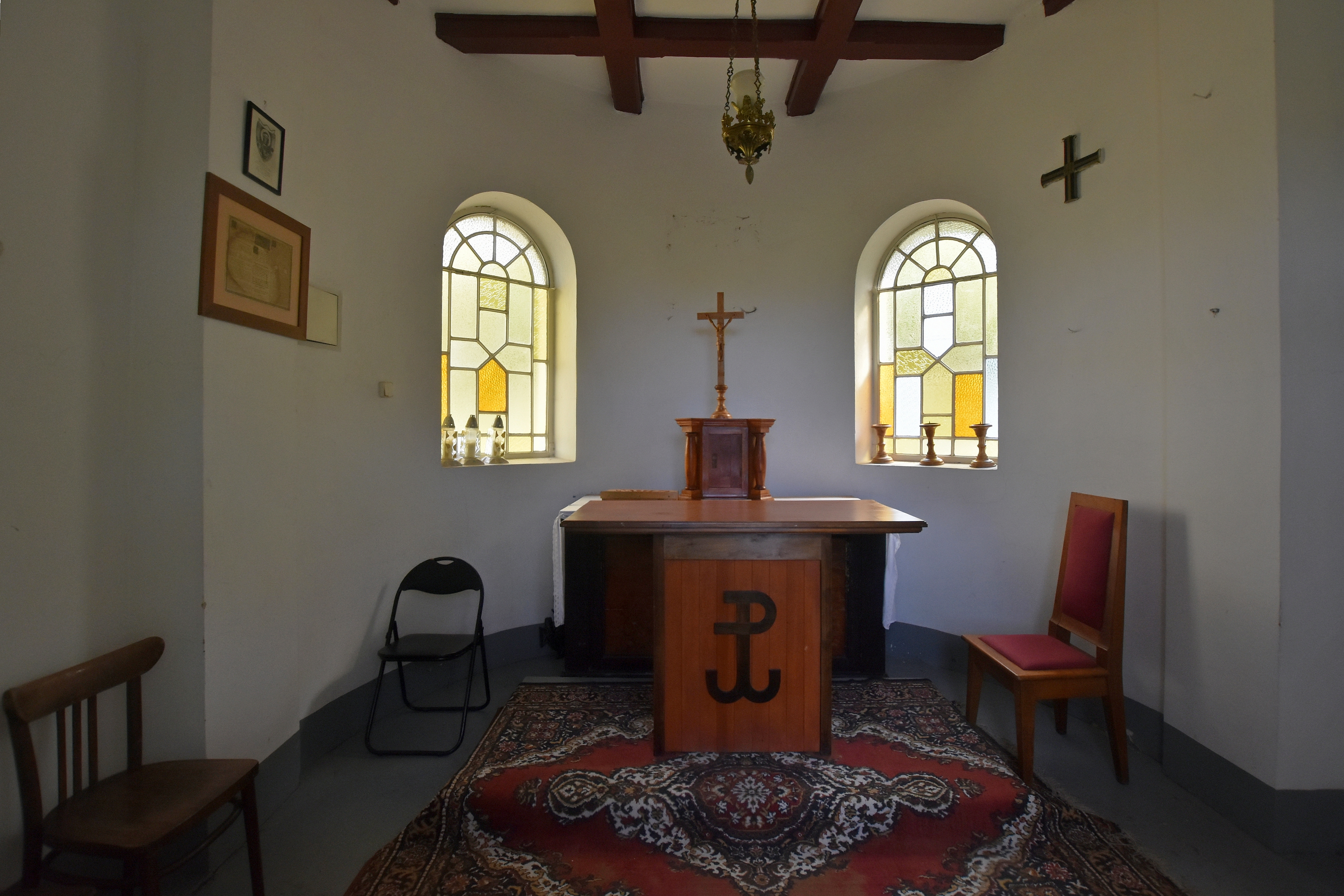